# Martín Abadi
Pour les articles homonymes, voir Abadi.
Martín Abadi (né en 1963) est un informaticien argentin. Il travaille à l'université de Californie à Santa Cruz et chez Google.
Il est surtout connu pour son travail en sécurité des systèmes d'information ainsi que sur les langages de programmation. Il devient membre de l'Association for Computing Machinery en 2008.

## Biographie
Il obtient un Ph.D. de l'université Stanford en 1987 sous la direction de Zohar Manna.
En 2011, il enseigne au Collège de France à Paris.